# 刘桥镇 (濉溪县)
刘桥镇，是中华人民共和国安徽省淮北市濉溪县下辖的一个乡镇级行政单位。

## 行政区划
刘桥镇下辖以下地区：
刘桥村、关帝村、任圩村、小城村、周口村、王堰村、火神村、前吕楼村、后吕楼村、孟口村、干庄村、周大庄村、陈集村、彭楼村、丁楼村、留古村、杨庄村和杨家湖农场。